# Марко Ајланд (Флорида)
Марко Ајланд (енгл. Marco Island) град је у америчкој савезној држави Флорида. По попису становништва из 2010. у њему је живело 16.413 становника.

## Демографија
Према попису становништва из 2010. у граду је живело 16.413 становника.
| Група             | 2000.          | 2010.          |
| Белци             | 14.077 (94,6%) | 14.866 (90,6%) |
| Афроамериканци    | 35 (0,2%)      | 88 (0,5%)      |
| Азијати           | 86 (0,6%)      | 181 (1,1%)     |
| Хиспаноамериканци | 608 (4,1%)     | 1.162 (7,1%)   |
| Укупно            | 14.879         | 16.413         |